# I dodici sospetti (film)
I dodici sospetti (Prime Time), noto anche come Annika: Crime Reporter - I dodici sospetti, è un film del 2012 diretto da Agneta Fagerström-Olsson.
Il soggetto è tratto dall'omonimo romanzo scritto da Liza Marklund che fa parte di una fortunata serie incentrata sul personaggio della giornalista Annika Bengtzon. Questo è il quarto film tratto dai romanzi di Liza Marklund, ed è il secondo di una serie di sei pellicole, girate con lo stesso cast e la stessa protagonista interpretata da Malin Crépin.
Il film è stato distribuito solo in DVD.

## Trama
La famosa presentatrice TV Michelle Carlsson viene assassinata con un colpo di pistola dopo una festa, al termine della registrazione di una puntata dello show intitolato “Il Castello”. A scoprire il corpo è Anne Snapphane, una collega che aveva a sua volta concorso al posto assegnato a Michelle. Arrivata sul posto, la polizia diretta dal commissario Q. ferma gli ospiti, giornalisti e operatori che hanno lavorato alla trasmissione, e impedisce l'ingresso della stampa.
Annika Bengtzon, giornalista di punta del Kvällspressen, viene incaricata del servizio dal suo superiore proprio mentre si sta recando con i figli a una festa in casa dei genitori del compagno Thomas. La madre non ha mai perdonato a Thomas di aver lasciato la moglie per iniziare una relazione con Annika.
Annika dunque rinuncia a recarsi dalla suocera e si precipita al Castello con un fotografo del giornale. Tra gli ospiti fermati ci sono anche numerosi colleghi che lavorano a Kvällspressen, e c'è anche Anne Snapphane che è un'amica personale di Annika. La giovane giornalista riesce a introdursi nell'edificio malgrado la sorveglianza di polizia, e a ricostruire l'elenco degli ospiti per i quali sono in corso gli interrogatori.
La principale indiziata è però la sua amica Anne Snapphane, che aveva tutti i motivi per detestare la vittima. Nel tentativo di discolparla, Annika riesce a parlare uno dopo l'altro con quasi tutti i testimoni, e a ricostruire le vicende della serata precedente l'omicidio. Michelle ha litigato con il produttore e gli ha dato il benservito; Stefan Axelsson, con il quale ha appena terminato una relazione, si dimostra geloso degli altri uomini. Patrik, fotografo del Kvällspressen presente alla festa, ha scattato foto compromettenti di Michelle a letto con un attore inglese. Nel corso della festa una ragazza con simpatie per movimenti neonazisti si è presentata con una pistola carica che diventerà l'arma del delitto.
Durante alcuni concitati giorni, mentre il suo compagno Thomas affronta la famiglia insieme ai due figli, Annika riesce a risolvere il caso grazie a una registrazione audio e indicare il colpevole al commissario Q.
Come premio avrà la possibilità di fare la pace con Thomas, che le chiede persino di regolarizzare la loro unione con il matrimonio.